# Circ dels Pessons
El circ dels Pessons, a vegades també anomenat circ de Pessons és un circ muntanyós d'origen glacial situat a la parròquia d'Encamp, al Principat d'Andorra. El topònim pessóns (pessó) és, probablement, derivat del mot comú peça, i el seu significat és "munt cònic de coses". Los Pessons, gran circ d'estanys separats per turons cònics en el terme de Soldeu (entre el poble, la vall d'En Valira i el capdamunt de la vall del Madriu).

## Situació geogràfica
El circ dels Pessons és a l'extrem més oriental de la Parròquia d'Encamp i a l'oest del Port d'Envalira. És un magnífic circ glacial granític i també el conjunt lacustre més gran d'Andorra, on hi ha una vintena d'estanys i estanyols.
| Pic Alt del Cubil 2.833 m | Cap del Bosc de Moretó | Grau Roig 2.150 m (estació d'esquí) |
| Pic d'Ensagents 2.852 m   |                        | Circ dels Colells                   |
| Pic dels Pessons 2.864 m  | Pic de Ríbuls 2.827 m  | Pic de Montmalús 2.781 m            |

El circ dels Pessons, limita amb altres circs i sectors muntanyosos. Al nord-oest hi ha el circ d'Ensagents. Al sud-oest, la vall del Madriu. Al sud, el pic de Ríbuls, que fa partió amb la Cerdanya a la Vallcivera. Més cap a l'est, entre el pic de Ríbuls i el pic de Montmalús, la carena entre els dos cims, separa el circ dels Pessons dels estanys de Montmalús. A l'est, la carena que davalla cap al nord des del pic de Montmalús i acaba a prop de l'estany de Coma Estremera, separa el circ dels Pessons del circ dels Colells. Pel nord, el circ resta obert a la vall de la Valira d'Orient.